# 기차마을로
기차마을로(Gichamaeul-ro)는 전라남도 곡성군 오곡면 오지교차로에서 곡성면 곡성읍 기차마을(회전)사거리 까지 연결하는 도로아다.

## 주요 경유지
전라남도
- 곡성군 (오곡면 - 곡성읍)

## 노선경로
| 이름                 | 접속 노선                        | 소재지 | 소재지 | 비고                 |
| -------------------- | -------------------------------- | ------ | ------ | -------------------- |
| 오지 교차로          | 국도 제17호선 (섬진강로)         | 곡성군 | 오곡면 |                      |
| 오지삼거리           | 오죽로                           | 곡성군 | 오곡면 |                      |
| 금천교               |                                  | 곡성군 | 오곡면 | 지방도 제840호선구간 |
| 묘천교               |                                  | 곡성군 | 오곡면 | 지방도 제840호선구간 |
|                      | 곡성읍                           | 곡성군 |        | 지방도 제840호선구간 |
| 기차마을(회전)사거리 | 국가지원지방도 제60호선 (곡성로) | 곡성군 |        | 지방도 제840호선구간 |
| 낙동원로와 직결      |                                  |        |        |                      |

## 주요 건물 및 시설
- 곡성오곡면보건지소 (기차마을로 120/오지리 419-2)
- 곡성오곡우체국 (기차마을로 130/오지리 605-2)
- GS25 곡성오곡점 (기차마을로 140/오지리 547-2)
- 오곡면행정복지센터 (기차마을로 155/오지리 480-1)
- 농협 곡성농협 오곡주유소 (기차마을로 156/오지리 1240-11)
- 농협 곡성농협 하나로마트 오곡점 (기차마을로 156/오지리 1240-6)
- 농협 곡성농협 오곡지점 (기차마을로 156/오지리 1240-6)
- 오곡파출소 (기차마을로 161/오지리 909-1)